# Панов, Олимпий
Олимпий Спиридонов Панов (29 июня 1852, село Шоп-Тараклия, Российская Империя, — 6 марта 1887, Русе, Болгария) — болгарский военный деятель.

## Биография

### Образование и участие в освободительном движении
Олимпий Панов — бессарабский болгарин, уроженец села Шоп-Тараклия. Его предки (вероятно, шопы из Западной Болгарии) эмигрировали в пределы Российской империи, спасаясь от турецкого ига.
После Парижского договора 1856 года, которым завершилась Крымская война, Россия уступила Молдавии часть Южной Бессарабии — округа городов Кагул, Измаил, Болград. После этих территориальных потерь, Россия не имела доступа к стратегически важному устью Дуная. А 40 болгарских и 83 гагаузские колонии подпали под власть Молдавского княжества, пребывавшего турецким вассалом. Шоп-Тараклия осталась в составе России. Однако, в 1858 году болгарин Никола Богориди, с согласия молдавских властей, торжественно открыл в Болграде гимназию — и Олимпий Панов поступил туда. Окончил Болградскую гимназию (1867), Панов продолжил образование в Бухаресте, где окончил Техническое дорожно-мостовое училище. В Бухаресте он познакомился с деятелями болгарского национально-освободительного движения Василом Левским, Любеном Каравеловым, Ангел Кынчевым и прославленным воеводой Панайотом Хитовым. В 1872—1874 гг. Панов — член и секретарь Болгарского революционного центрального комитета в Бухаресте. Собирал памятники болгарского фольклора, которые публиковал в периодической печати. В особенности публиковался в изданиях «Български глас», «Свобода», «Стара Планина» и «Независимост». В 1875—1876 гг. изучал инженерное дело в Париже, в Школе строительства мостов и шоссе.

В 1876 году Панов вернулся в Бухарест, где стал заместителем председателя Болгарского центрального благотворительного общества и участвовал в наборе болгарских добровольцев для участия в Сербско-турецкой войне (сам также был добровольцем). Когда же 12 (25) апреля 1877 года Россия объявила войну Турции, Панов, будучи председателем БЦБО, подписал «Воззвание к болгарскому народу» и сам вступил в ряды ополченцев. 
Болгары! Все мы должны подняться как один, чтобы встретить наших освободителей и всеми силами содействовать русской армии. Русские идут нам на помощь бескорыстно, как братья, чтобы сделать для нас то, что они сделали для освобождения греков, румын, сербов.
 — говорилось в воззвании.

### Военная служба
В начале Русско-турецкой войны 1877—1878 Панов поступил в 1-ю роту Болгарского ополчения. Отличился в битвах при Стара-Загоре и на Шипке, за что награждён Знаком отличия Военного ордена (Георгиевским крестом) 4-й степени. 
За Ески-Заарское дело я произведён в унтер-офицеры, а за четырехдневное Шипкинское получил Георгия IV степени и представлен в офицеры.
 — писал Панов родным, в Шоп-Тараклию. В 1878 году Панов был произведён в прапорщики. С июля 1878 г. — командир 2-й полубатареи в Планинской батарее.
Панов окончил Михайловскую артиллерийскую академию в Санкт-Петербурге. С 1883 года служил в 12-й батарее, с 1884 года — адъютант начальника артиллерии Болгарской армии, затем командир 5-й батареи в 1-м артиллерийском полку. После объединения княжеской Болгарии и Восточной Румелии в 1885 году русские офицеры, занимавшие командные посты в Болгарской армии, по требованию Александра III, покинули страну. А капитан Олимпий Панов стал начальником артиллерии. Во время Сербско-болгарской войны 1885 года он руководил успешной перегруппировкой сил немногочисленной Болгарской армии, а затем командовал войсками, одержавшими победу в сражении при Сливнице, которая решила исход войны. За Сливницкое дело Панов получил орден «За храбрость» и был произведён в майоры. В качестве представителя Болгарской армии подписал соглашение о перемирии.
С 12 апреля 1886 года командовал артиллерийской бригадой, некоторое время находился за границей. После пророссийского переворота (детронизации князя Александра Баттенберга) в августе 1886 года Олимпий Панов вернулся в Болгарию. В условиях жёсткого политического противостояния предложил план действий: не допустить возвращения князя, провозгласить Болгарию парламентской республикой, амнистировать организаторов и участников переворота. По мнению болгарского историка Р. Попова, энергичная деятельность Панова помогла избежать вооружённого столкновения, угрожавшего существованию Болгарии. Руководил Софийским гарнизоном, в августе 1886 года в течение нескольких дней (12 – 16 августа) был военным министром в правительстве Петко Каравелова. Победа сторонников монархии и начавшиеся репрессии в отношении участников переворота привели к аресту Панова и его последующей эмиграции в Румынию. Там он присоединился к офицерам, готовившим пророссийский заговор.

### Участие в восстании и гибель
В 1887 году Панов принял участие в восстании офицеров-русофилов в Русе. Майор Атанас Узунов, майор Олимпий Панов, руководитель народного ополчения Тома Кырджиев возглавили т. наз. «Русенский бунт» против председателя Народного Собрания (впоследствии — регента и министра-президента) Стефана Стамболова, управлявшего княжеством с помощью грубых авторитарных методов. И Панов, и Кырджиев, и Узунов были участниками боёв за Шипку, Плевну и Стара-Загору. Однако, силы мятежников и правительства слишком неравны, бунтовщики были арестованы и преданы военно-полевому суду. 
Поспешите с осуждением, утверждайте приговор и немедленно приводите в исполнение. Если промедлите, русофилам придут на помощь. Осужденные должны быть расстреляны завтра же.
 — требовала телеграмма военного министра. На суде Панов держался мужественно, называя себя не предателем, а патриотом Болгарии. Рано утром 22 февраля приговор привели в исполнение. Очевидец трагедии писал: «
Твёрдо и непоколебимо, с гордо поднятой головой глядя в лицо смерти, Олимпий Панов спокойно отдал свой последний офицерский приказ: «Огонь, пли!». Раздался залп, он упал. Он погиб как герой».
 Тома Кырджиев крикнул в последний миг: «
Не плачьте обо мне! Плачьте об Олимпии Панове, потому что и через столетие Болгария не родит такого сына!
 Атанас Узунов перед смертью произнёс: «
Умираю с глубоким убеждением, что боролся за свободу Отечества, любимого мною всем сердцем.

## Звания
- С 21 февраля 1878 — прапорщик.
- С 1879 — подпоручик.
- С 24 декабря 1881 — поручик.
- С декабря 1884 — капитан.
- С 25 февраля 1886 — майор.

## Награды
- орден «За храбрость» 2-й степени.
- Георгиевский крест 4-й степени (Россия).